# Municipio de Little River (condado de Orange)
El municipio de Little River (en inglés: Little River Township) es un municipio ubicado en el  condado de Orange en el estado estadounidense de Carolina del Norte. En el año 2000 tenía una población de 3.047 habitantes.

## Geografía
El municipio de Little River se encuentra ubicado en las coordenadas 36°12′49.01″N 78°59′51.33″O / 36.2136139, -78.9975917.